# Cabeço de Vide
Cabeço de Vide est une freguesia portugaise subdivision de Fronteira en Alentejo, à 35 km à l'est de Avis.

## Géographie
Elle s'étend sur 65,81 km² et comprenait au recensement de 2001, 1063 habitants. Elle se trouve dans la région du Alentejo au Sud Est du Portugal.

## Histoire
Siège du comté (1512-1855), elle fut annexée à Alter do Chão, puis, le 21 décembre 1932, à Fronteira.
Elle fut célèbre pour ses eaux minérales sulfureuses.

## Thermes
Cabeço de Vide est connue pour ses thermes appelés « Termas da Sulfúrea ». Issus de vestiges d'anciens bains romains remontant à l'époque de César Auguste (119 avant J-C), ils sont situés dans la vallée de la Ribeira da Vide à un kilomètre au sud-est de la ville.